# آنتونیو اسپارسا
آنتونیو اسپارسا (اسپانیایی: Antonio Esparza‎؛ زادهٔ ۶ ژانویهٔ ۱۹۶۲) دوچرخه‌سوار اهل اسپانیا است. وی در مسابقات تور دو فرانس  شرکت کرده است.